# Lars Hofterup
Lars Julius Hofterup, född 21 januari 1874 i Hofterup, Malmöhus län, död 11 april 1954 i Elmira, New York, var en svensk-amerikansk målare.
Han var son till hemmansägaren Anders Larsson och Anna Ingelsdotter. Hofterup utvandrade tillsammans med sin pappa och en yngre bror till Amerika 1881. Han växte upp på en bondgård utanför Pine City i New York. Bortsett från en tids kortare studier vid Cooper Union Art Schools i New York var han autodidakt som konstnär och företog ett flertal studieresor till New Mexico, Frankrike och Nordafrika. Han medverkade i debn svensk-amerikanska vandringsutställningen i Sverige 1920 och medverkade i ett stort antal utställningar i USA bland annat på Art Institute of Chicago. Han drev under flera år en egen målarskola och var en av initiativtagarna till bildandet av The Fifteen Gallery i New York. Hans konst består av landskap i olja, akvarell eller tempera. Hofterup är representerad vid Cleveland Museum of Art, Philips Memorial Gallery i Washington, Brooklyn Museum, John H Vanderpoel Art Association i Chicago, Memorial Art Gallery i Rochester samt i American Swedish Historical Museum i Philadelphia.